# Риттер, Роберт

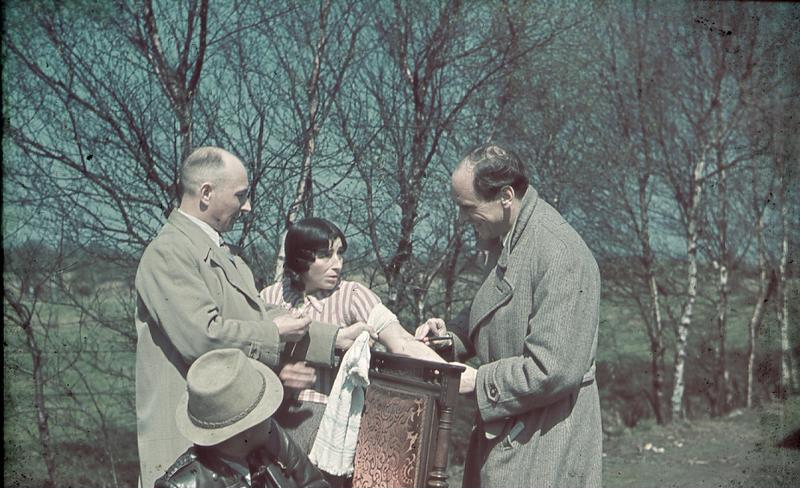
Риттер (справа) берёт у цыганки кровь на анализ

Ро́берт Ри́ттер (нем. Robert Ritter, 14 мая 1901, Ахен — 17 апреля 1951) — немецкий психолог. Автор работ, обосновывавших необходимость планомерного преследования цыган как «неполноценной нации».

## Биография
После окончания Первой мировой войны присоединился к членам Фрайкора в Верхней Силезии.
Защитил диссертацию по педагогической психологии в Мюнхенском университете в 1927 году. Продолжил исследования в сфере детской психологии, в 1930 году получил степень доктора медицины в Гейдельбергском университете.
В 1936 году Риттера назначили руководителем только что созданной станции биологических исследований по евгенике и народонаселению Имперского управления здравоохранения, которое он возглавил в конце 1943 года. Около 1941 года его исследования по цыганскому вопросу привели к внедрению практических мер против цыган. Риттер также возглавил новообразованный Институт криминальной биологии при Гестапо.
Хотя по окончании войны Риттер был отдан под суд, дело было закрыто. Позднее Риттер совершил самоубийство. Его бывшие сотрудники (в частности, Эва Юстин, также приложившая усилия к научному обоснованию геноцида цыган) продолжили научную карьеру.